# 부남자 고교생활
부남자 고교생활(일본어: 虹色デイズ)은 미치노쿠 아타미가 원작한 일본의 네 컷 만화 작품이다. 이치진샤의 코믹 ZERO-SUM의 웹 코믹 착신 사이트 제로섬 온라인에서 2015년 5월 1일부터 2018년 9월 7일까지 연재되었다. BL을 좋아하는 남자 고교생이 주인공의 일상을 그린 코믹물이다.